# Marele Premiu al Principatului Monaco din 2023
Marele Premiu al Principatului Monaco din 2023 (cunoscut oficial ca Formula 1 Grand Prix de Monaco 2023) a fost o cursă auto de Formula 1 ce s-a desfășurat pe 28 mai 2023 pe Circuitul Monaco din Monte Carlo, Monaco. Cursa a fost cea de-a șasea etapă a Campionatului Mondial de Formula 1 al FIA din 2023.
Max Verstappen a obținut cea de-a patra sa victorie din sezon, după ce a obținut și al treilea său pole position al sezonului. Fernando Alonso s-a clasat în urma acestuia, pe locul 2, iar Esteban Ocon a completat podiumul, pe locul 3. Odată cu această performanță, Verstappen l-a depășit pe Sebastian Vettel la numărul de victorii obținute pentru Red Bull Racing, ajungând la 39.

## Context
Evenimentul trebuia să fie cea de-a șaptea etapă a Campionatului Mondial din 2023, însă Marele Premiu al Emiliei-Romagna, programat anterior, a fost anulat din cauza inundațiilor⁠(en)[traduceți] din regiune.
Furnizorul de anvelope Pirelli a adus compușii de anvelope C3, C4 și C5 (denumiți dur, mediu și, respectiv, moale) pentru ca echipele să le folosească la eveniment.

## Calificări
Calificările au avut loc pe 27 mai 2023 începând cu ora locală 16:00 (UTC+2), ora 17:00 ora României.
| Poz.                  | Nr. | Pilot            | Constructor                  | Timpi calificări | Timpi calificări | Timpi calificări | Grila finală |
| Poz.                  | Nr. | Pilot            | Constructor                  | Q1               | Q2               | Q3               | Grila finală |
| --------------------- | --- | ---------------- | ---------------------------- | ---------------- | ---------------- | ---------------- | ------------ |
| 1                     | 1   | Max Verstappen   | Red Bull Racing-Honda RBPT   | 1:12,386         | 1:11,908         | 1:11,365         | 1            |
| 2                     | 14  | Fernando Alonso  | Aston Martin Aramco-Mercedes | 1:12,886         | 1:12,107         | 1:11,449         | 2            |
| 3                     | 16  | Charles Leclerc  | Ferrari                      | 1:12,912         | 1:12,103         | 1:11,471         | 6            |
| 4                     | 31  | Esteban Ocon     | Alpine-Renault               | 1:12,967         | 1:12,248         | 1:11,553         | 3            |
| 5                     | 55  | Carlos Sainz Jr. | Ferrari                      | 1:12,717         | 1:12,210         | 1:11,630         | 4            |
| 6                     | 44  | Lewis Hamilton   | Mercedes                     | 1:12,872         | 1:12,156         | 1:11,725         | 5            |
| 7                     | 10  | Pierre Gasly     | Alpine-Renault               | 1:13,033         | 1:12,169         | 1:11,933         | 7            |
| 8                     | 63  | George Russell   | Mercedes                     | 1:12,769         | 1:12,151         | 1:11,964         | 8            |
| 9                     | 22  | Yuki Tsunoda     | AlphaTauri-Honda RBPT        | 1:12,642         | 1:12,249         | 1:12,082         | 9            |
| 10                    | 4   | Lando Norris     | McLaren-Mercedes             | 1:12,877         | 1:12,377         | 1:12,254         | 10           |
| 11                    | 81  | Oscar Piastri    | McLaren-Mercedes             | 1:13,006         | 1:12,395         | N/A              | 11           |
| 12                    | 21  | Nyck de Vries    | AlphaTauri-Honda RBPT        | 1:13,054         | 1:12,428         | N/A              | 12           |
| 13                    | 23  | Alexander Albon  | Williams-Mercedes            | 1:12,706         | 1:12,527         | N/A              | 13           |
| 14                    | 18  | Lance Stroll     | Aston Martin Aramco-Mercedes | 1:12,722         | 1:12,623         | N/A              | 14           |
| 15                    | 77  | Valtteri Bottas  | Alfa Romeo-Ferrari           | 1:13,038         | 1:12,625         | N/A              | 15           |
| 16                    | 2   | Logan Sargeant   | Williams-Mercedes            | 1:13,113         | N/A              | N/A              | 16           |
| 17                    | 20  | Kevin Magnussen  | Haas-Ferrari                 | 1:13,270         | N/A              | N/A              | 17           |
| 18                    | 27  | Nico Hülkenberg  | Haas-Ferrari                 | 1:13,279         | N/A              | N/A              | 18           |
| 19                    | 74  | Zhou Guanyu      | Alfa Romeo-Ferrari           | 1:13,523         | N/A              | N/A              | 19           |
| 20                    | 11  | Sergio Pérez     | Red Bull Racing-Honda RBPT   | 1:13,850         | N/A              | N/A              | 20           |
| Regula 107%: 1:17,453 |     |                  |                              |                  |                  |                  |              |
| Sursa:                |     |                  |                              |                  |                  |                  |              |

Note
- ^1 – Charles Leclerc a primit o penalizare de trei locuri pe grilă pentru împiedicarea lui Lando Norris în Q3.[6]

## Cursă
Cursa a avut loc pe 28 mai 2023 începând cu ora locală 15:00 (UTC+2), ora 16:00 ora României, cu distanța de 78 de tururi.
| Poz.                                                               | Nr. | Pilot            | Constructor                  | Tururi | Timp/Retras | Grilă | Puncte |
| ------------------------------------------------------------------ | --- | ---------------- | ---------------------------- | ------ | ----------- | ----- | ------ |
| 1                                                                  | 1   | Max Verstappen   | Red Bull Racing-Honda RBPT   | 78     | 1:48:51,980 | 1     | 25     |
| 2                                                                  | 14  | Fernando Alonso  | Aston Martin Aramco-Mercedes | 78     | +27,921     | 2     | 18     |
| 3                                                                  | 31  | Esteban Ocon     | Alpine-Renault               | 78     | +36,990     | 3     | 15     |
| 4                                                                  | 44  | Lewis Hamilton   | Mercedes                     | 78     | +39,062     | 5     | 13     |
| 5                                                                  | 63  | George Russell   | Mercedes                     | 78     | +56,284     | 8     | 10     |
| 6                                                                  | 16  | Charles Leclerc  | Ferrari                      | 78     | +1:01,890   | 6     | 8      |
| 7                                                                  | 10  | Pierre Gasly     | Alpine-Renault               | 78     | +1:02,362   | 7     | 6      |
| 8                                                                  | 55  | Carlos Sainz Jr. | Ferrari                      | 78     | +1:03,391   | 4     | 4      |
| 9                                                                  | 4   | Lando Norris     | McLaren-Mercedes             | 77     | +1 tur      | 10    | 2      |
| 10                                                                 | 81  | Oscar Piastri    | McLaren-Mercedes             | 77     | +1 tur      | 11    | 1      |
| 11                                                                 | 77  | Valtteri Bottas  | Alfa Romeo-Ferrari           | 77     | +1 tur      | 15    |        |
| 12                                                                 | 21  | Nyck de Vries    | AlphaTauri-Honda RBPT        | 77     | +1 tur      | 12    |        |
| 13                                                                 | 24  | Zhou Guanyu      | Alfa Romeo-Ferrari           | 77     | +1 tur      | 19    |        |
| 14                                                                 | 23  | Alexander Albon  | Williams-Mercedes            | 77     | +1 tur      | 13    |        |
| 15                                                                 | 22  | Yuki Tsunoda     | AlphaTauri-Honda RBPT        | 76     | +2 tururi   | 9     |        |
| 16                                                                 | 11  | Sergio Pérez     | Red Bull Racing-Honda RBPT   | 76     | +2 tururi   | 20    |        |
| 17                                                                 | 27  | Nico Hülkenberg  | Haas-Ferrari                 | 76     | +2 tururi   | 18    |        |
| 18                                                                 | 2   | Logan Sargeant   | Williams-Mercedes            | 76     | +2 tururi   | 16    |        |
| 19                                                                 | 20  | Kevin Magnussen  | Haas-Ferrari                 | 70     | Avarii      | 17    |        |
| Ab                                                                 | 18  | Lance Stroll     | Aston Martin Aramco-Mercedes | 53     | Avarii      | 14    |        |
| Cel mai rapid tur: Lewis Hamilton (Mercedes) – 1:15,650 (turul 33) |     |                  |                              |        |             |       |        |
| Sursa:                                                             |     |                  |                              |        |             |       |        |

Note
- ^1 – Include un punct pentru cel mai rapid tur.[8]
- ^2 – George Russell a primit o penalizare de cinci secunde pentru că a reintrat pe pistă nesigur. Poziția sa finală nu a fost afectată de penalizare.[7]
- ^3 – Nico Hülkenberg a terminat pe locul 16, dar a primit o penalizare de zece secunde pentru că nu a executat corect o penalizare în timpul unei opriri.[7]
- ^4 – Logan Sargeant a primit o penalizare de cinci secunde pentru depășirea limitei vitezei pe linia boxelor. Poziția sa finală nu a fost afectată de penalizare.[7]
- ^5 – Kevin Magnussen a fost clasificat întrucât a parcurs mai mult de 90% din distanța cursei.[7]

## Clasamentele campionatelor după cursă
|        | Poz. | Pilot           | Pct. |
| ------ | ---- | --------------- | ---- |
|        | 1    | Max Verstappen  | 144  |
|        | 2    | Sergio Pérez    | 105  |
|        | 3    | Fernando Alonso | 93   |
|        | 4    | Lewis Hamilton  | 69   |
| 1      | 5    | George Russell  | 50   |
| Sursa: |      |                 |      |

|        | Poz. | Constructor                  | Pct. |
| ------ | ---- | ---------------------------- | ---- |
|        | 1    | Red Bull Racing-Honda RBPT   | 249  |
|        | 2    | Aston Martin Aramco-Mercedes | 120  |
|        | 3    | Mercedes                     | 119  |
|        | 4    | Ferrari                      | 90   |
| 1      | 5    | Alpine-Renault               | 35   |
| Sursa: |      |                              |      |

- Notă: Doar primele cinci locuri sunt prezentate în ambele clasamente.